# Karim Hafez
Karim Hafez Ramadan Seif Eldin (en arabe : كريم حافظ) est un footballeur international égyptien né le 12 mars 1996. Il évolue au poste d'arrière gauche à Pyramids FC.

## Biographie

### En club
Karim Hafez est formé à l'Académie Jean-Marc Guillou du Caire et au Wadi Degla Sporting Club en Égypte, avant de partir en 2014 en Europe.
Karim réalise ses débuts professionnels au Lierse SK en Belgique, le 30 août 2014 contre Waasland-Beveren, avec une défaite 2-0 à l'extérieur. Le 20 septembre 2014, il marque son premier but en championnat contre le KVC Westerlo. Lors de la saison 2014-2015, il joue 25 rencontres pour 3 buts marqués, toutes compétitions confondues.
L'année suivante, il est prêté en Chypre au club de l'Omonia Nicosie, où il joue 29 matches en championnat, sans inscrire de but. Il atteint dans le même temps la finale de la Coupe de Chypre, en étant battu par l'Apollon Limassol. Au mois de juin, il doit réaliser un essai avec le club du stade rennais, mais les dirigeants bretons annulent la venue du joueur.
Karim est de retour en 2016 au Lierse SK. Il joue deux rencontres avec Lierse lors de la saison 2016-2017 avant d'être prêté avec option d'achat au Racing Club de Lens,. Il joue son premier match contre l'US Orléans lors de la 8e journée de Ligue 2. Malgré son jeune âge, il gagne la confiance de l'entraîneur Alain Casanova et est titularisé à plus de 20 reprises.
Reparti au Lierse SK il est de nouveau prêté au Racing Club de Lens pour la saison 2017-2018. Il inscrit son tout premier but sous les couleurs sang et or lors de la onzième journée de Ligue 2 face à Bourg-en-Bresse (victoire finale 6-0).

### En équipe nationale
Le 8 juin 2015, il joue sa première rencontre officielle avec l'équipe d'Égypte, lors d'un match amical contre le Malawi (victoire 2-1). En janvier 2017 il est sélectionné pour la deuxième fois pour jouer en amical contre la Tunisie victoire des Pharaons (1-0), où il dispute toute la rencontre. Le 29 janvier, en quart de finale de la Coupe d'Afrique des nations de football 2017, il joue en tant que titulaire avant d'être remplacé par son coéquipier Mahmoud Kahraba qui donne la victoire contre l'Équipe du Maroc de football (victoire des pharaons 1-0).
En mai 2018, le sélectionneur de l'équipe d'Égypte Héctor Cúper inscrit son nom dans une liste provisoire de 29 joueurs pouvant participer à la Coupe du Monde 2018. Hafez n'est cependant pas inclus dans la liste finale de 23 joueurs.

### Matchs internationaux
Le tableau suivant liste les rencontres de l'équipe d'Égypte dans lesquelles Karim Hafez a été sélectionné depuis le 8 juin 2015 jusqu'à présent.

## Palmarès

### Palmarès Club
- Finaliste de la Coupe de Chypre en 2016 avec l'Omonia Nicosie

### Palmarès Nationale
- Égypte
  - Coupe d'Afrique des nations
    - Finaliste 2017